# 托品酮
托品酮（Tropinone）是一个莨菪烷类生物碱，通常情况下为针状结晶（汽油），用作合成阿托品硫酸盐的中间体。它是有机合成史上值得一提的一个生物碱分子。
用托品酮在碱存在下与碳酸二甲酯反应生成2-甲氧羰基托品酮，然后使产物在雷尼镍存在下加氢生成甲基芽子碱，最后将甲基芽子碱与苯甲酰氯在吡啶存在下发生酯化反应，就可以得到可卡因。

## 合成

### 全合成
托品酮最早的全合成是由里夏德·维尔施泰特在1901年完成的。
里夏德·维尔施泰特（1915年诺贝尔化学奖得主）以环庚酮作为起始原料，尽管路线中每一步的产率均较高，但由于步骤较多，使总产率大大降低，只有0.75％。当然，在20世纪初能人工合成出结构这样复杂的化合物，已经是对有机合成化学发展的很大贡献。这是早期在实验室装配复杂天然产物的重要事件之一。对这一相当复杂的天然分子的装配成功，是有机合成在经典时期的顶峰，标志着多步全合成的诞生。
在合成托品酮之前，维尔施泰特在1898年已经成功以托品酮为原料，首次成功地合成了可卡因，并且阐明了可卡因的结构。
1917年，罗伯特·鲁宾逊创造了简短的托品酮合成法。该法是有机合成中的经典路线之一，仅以结构简单的丁二醛、甲胺和3-氧代戊二酸为原料，在仿生条件下，利用曼尼希反应，仅通过三步反应（一锅反应）就合成了托品酮，而且产率达到17％，经改进后可以超过90％。
该反应的机理为：
1. 一级胺对醛的亲核加成，而后失水生成亚胺；
2. 亚胺分子内的亲核加成，构建出第一个环；
3. 烯醇负离子与丙酮二羧酸根离子之间的分子间曼尼希反应；
4. 失水生成一个新的烯醇负离子和一个新的亚胺；
5. 分子内曼尼希反应，生成第二个环；
6. 脱去两个羧基生成托品酮

最近，K. C. Nicolaou 采用过量的2-碘酰基苯甲酸（IBX）试剂，利用一锅法反应，将醇（环庚醇）氧化成酮的同时形成α,β-不饱和结构，进一步加入甲胺可直接生成托品酮及其类似物：

### 生物合成
在生物体内，用于构建可卡因环系的托品酮衍生物是以L-谷氨酰胺或L-精氨酸为原料合成的。首先，这两种氨基酸先通过羰基的还原或脱脲作用生成L-鸟氨酸，然后鸟氨酸脱羧生成腐胺。接着，腐胺中的一个氮原子被SAM甲基化，生成N-甲基腐胺。N-甲基腐胺在二胺氧化酶的催化下转化为4-甲氨基丁醛，并环化为席夫碱N-甲基-Δ1-吡咯啉盐正离子。
此后，N-甲基-Δ1-吡咯啉盐正离子与乙酰辅酶A进行克莱森缩合，得到两种在吡咯烷环2-位取代的对映异构产物，但两种产物中只有(S)-异构体能继续环化生成莨菪烷的骨架。硫酯产物继续与另一分子乙酰辅酶A继续缩合，得到丁二酸硫酯的4-衍生物。后者发生氧化，重新产生吡咯啉盐正离子，并产生一个烯醇负离子，两者发生缩合（分子内曼尼希反应），产生托品酮的4-位被-C(O)SCoA基取代的产物。接着硫酯基被水解生成羧酸，羧酸再被SAM甲基化为甲酯，并在NADPH作用下双键被还原，得到甲基芽子碱。最后甲基芽子碱与从苯丙氨酸 -> 肉桂酸 -> 路线生成的苯甲酰基辅酶A缩合为可卡因。